# Failoni Donatella
Failoni Donatella (Milánó, 1946. augusztus 29. –) olasz–magyar származású zongoraművész, Oszter Sándor özvegye.

## Életpályája
Milánóban született, 1946. augusztus 29-én. Szülei Sergio Failoni világhírű olasz karmester és Klier Kornélia balettművész voltak. A Bartók Béla Zeneművészeti Szakiskola és Gimnáziumban 1965-ben érettségizett, ahol Fischer Magda és Máthé Miklósné voltak a tanárai. A Liszt Ferenc Zeneművészeti Főiskolán Kadosa Pál és Kurtág György növendéke volt. Többször részt vett Salzburgban és Taorminában Carlo Zecchi és Nikita Magaloff nyári mesterkurzusain. 1968-ban sikerrel vett részt a Magyar Rádió zongoraversenyén, 1968 nyarán a taorminai Petrof-zongoraversenyen és 1971-ben a seregnói (Milánó) Ettore Pozzoli Nemzetközi Zongoraversenyen ezüstérmet nyert. 1973 és 1993 között az Országos Filharmónia szólistája volt. 1991-től 1997-ig a Nemzeti Filharmonikus Zenekar impresszáriója, külügyi osztályvezetője. Világszerte koncertezett többek között Lamberto Gardellivel, Carlo Zecchivel, Pinchas Steinberggel, Claudio Abbadóval, Ferencsik Jánossal, Erdélyi Miklóssal. 1981 és 1991 között négy lemeze jelent meg. 2012-ig a Magyar Állami Operaház művészeti főtitkáraként is tevékenykedett.
Férje Oszter Sándor színművész volt, aki 2021 októberében hunyt el. Lányuk Oszter Alexandra színésznő.

## Lemezei
- Cimarosa, Donatella Failoni – 31 Szonáta = 31 Sonatas (LP, Album) Hungaroton SLPX 12176 (1981)
- Muzio Clementi – Donatella Failoni – Sonatas For Piano Hungaroton (1984)
- Liszt Ferenc – Liebestraum – Famous Piano Pieces (LP) Capriccio (2) C 27 095 (1986)
- Liszt Ferenc – La Campanella (LP, Album) Hungaroton SLPD 31394 (1991)

## Díjai, elismerései
- A Magyar Érdemrend tisztikeresztje (2012)